# Debra Beatty
Debra K. Beatty (* vor 1994) ist eine US-amerikanische Schauspielerin.

## Leben
Beatty spielte in den 1990er Jahren verschiedene Rollen in US-amerikanischen B-Movies, hauptsächlich im Softerotikbereich. Unter anderem spielte sie eine wiederkehrende Nebenrolle in mehreren Episoden der Erotik-Filmreihe Emmanuelle. Danach trat sie in weiteren Rollen in einzelnen Filmen, Videoproduktionen und Fernsehserien auf, unter anderem in der Erotikserie Erotic Confessions sowie in der Hauptrolle in der TV-Produktion Cyberella: Forbidden Passions.

## Filmografie (Auswahl)
- 1994: Witchcraft VI
- 1994: Emmanuelle – Botschafter in der Liebe (Emmanuelle – First Contact)
- 1994: Emmanuelle – Queen of the Galaxy
- 1994, 1995: Erotic Confessions (2 Episoden)
- 1996: Cyberella: Forbidden Passions